# Ch (digramme)
Cette page contient des caractères spéciaux ou non latins. S’ils s’affichent mal (▯, ?, etc.), consultez la page d’aide Unicode.
Pour les articles homonymes, voir CH.
Ch (minuscule ch) est un digramme de l'alphabet latin composé d'un C et d'un H. 

## Linguistique
Le digramme « ch » est utilisé par diverses langues pour noter des sons différents :
- En anglais et en castillan, entre autres, « ch » représente le son [t͡ʃ].
- En français et en portugais, il représente généralement le son [ʃ], sauf pour les mots d’origine grecque.
- En breton, le digramme « ch » est considéré comme une seule lettre, prononcée [ʃ], et est distinct du trigramme « cʼh » ; les mots d'origine grecque, quant à eux, sont bretonnisés et transcrits avec la lettre « k ».
- En italien et en roumain, il représente le son [k] devant un « i » ou un « e ».
  - Dans de nombreuses langues indo-européennes, le digramme représente aussi le son [k] dans les mots d’étymologie grecque, où le digramme « ch » transcrit communément la lettre khi (χ) de l’alphabet grec (par exemple en français dans les mots « choléra, chœur » et de nombreux mots savants ou scientifiques comme « ecchymose »).
- Dans plusieurs langues germaniques et slaves, en gallois, et dans d’autres langues encore, il représente le son [x].
  - En allemand, « ch » représente deux allophones : [x] et [ç]. Dans la prononciation standard, la réalisation [x] se rencontre après une voyelle postérieure ou centrale, [ç] à l'initiale, après une voyelle antérieure ou une autre consonne. La répartition diffère dans d'autres variétés d'allemand. Il peut aussi, parfois, se prononcer [k], avec le E (Sechs [Six], die Eidechse [le lézard], China [Chine], Chor [le chœur], Chemie [la chimie] etc. ... . Bien qu'on le prononce parfois [ç] ou [ʃ].
- Dans les langues gaéliques, « ch » représente [x] adjacent aux voyelles graphiques « a », « o » et « u (valeur dite leathan « étendue ») et [ç] adjacent aux voyelles graphiques « e » et « i » (valeur dite caol « étroite »),.
- En espéranto, il sert à remplacer la lettre « Ĉ » en cas d’impossibilité d’utiliser cette dernière (par exemple s'il n’est pas disponible sur le clavier). Ainsi, il représente le son [t͡ʃ]. Le digramme "cx" a la même utilisation.
- Dans la romanisation des langues indiennes (ISO 15919), le digramme « ch » représente généralement le son [ t͡ʃʰ] (la lettre « c » représentant le son [ t͡ʃ ]).

## Ordre alphabétique
Le digramme « ch » est considéré comme une lettre à part entière dans les alphabets de certaines langues :
- dans les alphabets tchèque, slovaque et łacinka, entre le H et le I (c’est-à-dire après hz) ;
- dans l’alphabet espagnol, il fut longtemps classé entre le C et le D (c’est-à-dire après cz), mais depuis la réforme de 1994, il est classé entre le cg et le ci comme s’il s'agissait de deux lettres séparées (voir Classement alphabétique en espagnol).
- dans l'alphabet chamorro, le digramme est classé entre le B et le D (cette langue n'utilise pas le C seul). Cela ne perturbe pas le tri latin normal, sauf en cas d’utilisation de mots importés utilisant la lettre C seule (qui devrait être normalement transcrite avec la lettre K, ce qu’on ne fait pas pour les noms propres et de nombreux toponymes non traduits), et dans ce cas le digramme « ch » peut être traité comme en espagnol.
- dans l'alphabet breton le digramme est classé entre le B et le CʼH, lui-même classé avant le  D (cette langue n'utilise pas le C seul). En cas d’utilisation de mots importés utilisant la lettre C seule (se transcrivant normalement avec la lettre K, mais restant inchangée dans de nombreux noms propres, ainsi que dans les emprunts non lexicalisés), cette lettre serait à placer entre le B et le CH. Anecdotiquement, on trouve aussi un ancien ordre alphabétique breton où le « ch » se trouve entre le « h » et le « cʼh », le « c’h » étant classé avant le « i » [1] (système proche du tchèque, du slovaque et du łacinka).

## Représentation informatique
À la différence d'autres digrammes, il n'existe aucun encodage du ch sous la forme d'un seul signe. Il est toujours réalisé en accolant les lettres C et H.
Unicode (latin de base) :
- Capitale CH : U+0043 U+0048
- Majuscule Ch : U+0043 U+0068
- Minuscule ch : U+0063 U+0068